# الذياب (دوعن)
'

تعديل مصدري - تعديل

الذياب هي إحدى قرى عزلة صيف بمديرية دوعن التابعة لمحافظة حضرموت، بلغ تعداد سكانها 50 نسمة حسب تعداد اليمن لعام 2004.